# Lijst van rijksmonumenten in Raalte (gemeente)
De gemeente Raalte telt 101 inschrijvingen in het rijksmonumentenregister, hieronder een overzicht. 

## Heeten
De plaats Heeten telt 28 inschrijvingen in het rijksmonumentenregister. Zie Lijst van rijksmonumenten in Heeten voor een overzicht.

## Heino
De plaats Heino telt 24 inschrijvingen in het rijksmonumentenregister. Zie Lijst van rijksmonumenten in Heino voor een overzicht.

## Laag Zuthem
De plaats Laag Zuthem telt 12 inschrijvingen in het rijksmonumentenregister. Zie Lijst van rijksmonumenten in Laag Zuthem voor een overzicht.

## Lierderholthuis
De plaats Lierderholthuis telt 17 inschrijvingen in het rijksmonumentenregister. Zie Lijst van rijksmonumenten in Lierderholthuis voor een overzicht.

## Luttenberg
De plaats Luttenberg telt 1 inschrijving in het rijksmonumentenregister.
| Object                   | Oorspronkelijke functie? | Bouwjaar  | Architect | Locatie                         | Coördinaten?                  | Nr.?   | Afbeelding        |
| ------------------------ | ------------------------ | --------- | --------- | ------------------------------- | ----------------------------- | ------ | ----------------- |
| Lourdesgrot (Luttenberg) | Plaats van devotie       | 1914-1915 |           | Butzelaarstraat/Harmelinkstraat | 52° 24' 19" NB, 6° 21' 59" OL | 513678 | Meer afbeeldingen |

## Mariënheem
De plaats Mariënheem telt 3 inschrijvingen in het rijksmonumentenregister.
| Object                 | Oorspronkelijke functie? | Bouwjaar                        | Architect      | Locatie           | Coördinaten?                  | Nr.?   | Afbeelding        |
| ---------------------- | ------------------------ | ------------------------------- | -------------- | ----------------- | ----------------------------- | ------ | ----------------- |
| De Bagatelle           | Overheidsgebouw          | 18e eeuw (bouw) 1947 (herbouwd) |                | Nijverdalseweg 10 | 52° 22' 56" NB, 6° 18' 24" OL | 32267  | De Bagatelle      |
| O.L. Vrouwe Hemelvaart | Kerk en kerkonderdeel    | 1937                            | G. Leeuwenberg | Nijverdalseweg 32 | 52° 22' 52" NB, 6° 19' 24" OL | 513669 | Meer afbeeldingen |
| Pastorie               | Kerkelijke dienstwoning  | 1937                            | G. Leeuwenberg | Nijverdalseweg 34 | 52° 22' 52" NB, 6° 19' 23" OL | 513670 | Pastorie          |

## Raalte
De plaats Raalte telt 16 inschrijvingen in het rijksmonumentenregister. Zie Lijst van rijksmonumenten in Raalte (plaats) voor een overzicht.
Almelo ·
Borne ·
Dalfsen ·
Deventer ·
Dinkelland ·
Enschede ·
Haaksbergen ·
Hardenberg ·
Hellendoorn ·
Hengelo ·
Hof van Twente ·
Kampen ·
Losser ·
Oldenzaal ·
Olst-Wijhe ·
Ommen ·
Raalte ·
Rijssen-Holten ·
Staphorst ·
Steenwijkerland ·
Tubbergen ·
Twenterand ·
Wierden ·
Zwartewaterland ·
Zwolle